# Erika Alexander
Erika Alexander, född 19 november 1969 i Winslow, Arizona, är en amerikansk skådespelare.
Alexander har bland annat medverkat i filmen Get Out. Hon har även medverkat i TV-serierna Swimming with Sharks och Run the World.

## Filmografi (i urval)
- 1990–1992 – Cosby (TV-serie)
- 2002 – Full Frontal
- 2006 – Déjà vu
- 2017 – Get Out
- 2019 – I See You
- 2022 – Run the World (TV-serie)
- 2022 – Swimming with Sharks (TV-serie)